# Kristin Bekkevold
Kristin Bekkevold, född den 19 april 1977 i Gjøvik, Norge, är en norsk fotbollsspelare. Vid fotbollsturneringen under OS 2000 i Sydney deltog hon i det norska lag som tog guld.